# Județul Galați
Județul Galați este un județ așezat în partea estică a României, în sudul regiunii istorice Moldova, între 45°25' și 46°10' latitudine nordicã, 27°20' și 28°10' longitudine estică. Reședința lui este municipiul Galați. Se învecinează cu județele Vaslui, Vrancea, Brăila, Tulcea. La est se învecinează cu Republica Moldova, punctele de trecere a frontierei fiind Galați-Giurgiulești (rutier și feroviar cale largă) și Oancea-Cahul (rutier). A fost înființat în anul 1968, prin reorganizarea teritorială a Regiunii Galați, care cuprindea un teritoriu asemănător cu cel al actualelor județe Brăila și Galați, plus partea nordică a județului Tulcea.
Județul Galați face parte din Regiunea de dezvoltare Sud-Est (împreună cu județele Vrancea, Buzău, Brăila, Constanța și Tulcea), din Euroregiunea Dunărea de Jos (alături de județele Brăila și Tulcea, de raioanele Cahul și  Cantemir din sudul Republicii Moldova și de regiunea Odesa din vestul Ucrainei) precum și din Zona Economică Liberă Galați-Giurgiulești-Reni (România-Moldova-Ucraina).

## Toponimie
Codex Latinus Parisinus din 1395 menționează o Caladda la cotul Dunării, un port de escală genovez unde se putea acosta:95-6. Numele Galata, un cartier al Constantinopolului și un alt fost port de escală genovez, are aceeași origine. Lumea academică românească aderă în cea mai mare parte la această origine italiană care datează din secolul al XIV-lea: caladda în genoveză înseamnă „cală de acostare”, dar la acea vreme genovezii aveau un număr mare de astfel de locuri pe țărmul Mării Negre și pe malurile Dunării, incluzând, în România de astăzi, Giurgiu și Licostomo, lângă Chilia Veche.
Descoperirea tezaurului de la Barboși (cartierul de sud al orașului Galați, pe malul stâng al Siretului), compus din 3.700 de monede de argint purtând inscripțiile grecești Gallati și Kallatiasy, va înclina balanța spre teoria susținută de Vasile Pârvan și Carl Patsch, care stă la baza denumirii provinciei romane Galatia din Asia Mică. Denumirea Galați este cunoscută și drept Kalas în turcă, Γκαλάτσι în greacă și גאלאץ în ebraică.
     Locul de naștere al culturii Hallstatt, în sec. VI î.Hr.
     Expansiunea celtică la apogeu

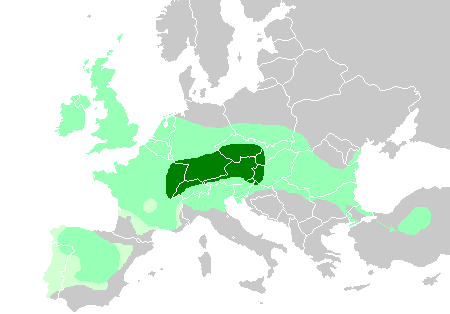
Distribuția diacronică a popoarelor celtice:
Locul de naștere al culturii Hallstatt, în sec. VI î.Hr.
Expansiunea celtică la apogeu

Dar adepții protocronismului (curent pseudoistoric care a devenit foarte influent în România sub regimul lui Nicolae Ceaușescu) leagă numele Galați, chiar dacă nu apare înainte de secolul al XIV-lea, de „rădăcina celtică și indo-europenă [gall] însemnând „străin” (cf. gali, galeză, Galatia,  Galiția, Galicia, Galia)" și fiind o derivație a galatiens (numele grecesc al galilor, popor celtic), pe motiv că această zonă, locuită în antichitate de către tracii din nord (daci), a cunoscut și migrația celților:168. Dacă istoricii antici, cum ar fi Herodot, menționează într-adevăr prezența triburilor celtice în Balcani și migrația lor spre Anatolia în secolul al IV-lea î.Hr., pentru a fonda Galatia:18, protocroniștii români, la rândul lor, datează toponimul Galați în secolul al XXIII-lea î.Hr., susținând că dimpotrivă, proto-celții ar fi migrat ulterior din Anatolia spre Alpi, unde au dezvoltat în Europa cultura Hallstatt. De asemenea, ei leagă numele de Galați de Tabula Peutingeriana din 1265 (hartă unde, pe lângă Galatia din centrul Anatoliei, apare și Tanasia-Galatia la nord de Marea Neagră) și afirmă că celții din Galatia ar fi populația menționată în Biblie în Epistola lui Pavel către galateni. Iar potrivit acestora, studiile de genealogie cu instrumente moderne de genetică moleculară le-ar susține teza. 
„Totuși teoria cea mai acceptată de către istorici este aceea că denumirea Galați derivă de la vechi nume de persoane, locuitori ai acestei zone a țării. Așa cum concluzionează și profesorul Păltănea, valoarea onomastică a cuvântului Galat este dovedită de înscrisuri vechi pe care s-au găsit numele unor persoane care se numeau Vasile Gălată, Petrea Galați, Marin Galați. În documente și cronici românești, numele orașului este întâlnit sub forma Gălați sau Gălaț, iar în cele din alte țări este menționat ca și Gallaz, Galatz, Galazzo”—prof. univ. dr Ionel Cândea, cadru didactic la Facultatea de Istorie și Filosofie  din cadrul Universității Dunărea de Jos din Galați
În cele din urmă, alte ipoteze apelează la etimologii slave sau cumane. Potrivit uneia, locuitorii din Galiția, ucraineni originari din regiunile muntoase ale Carpaților, ar fi dat numele orașului Galați în secolul al XIII-lea, când Cnezatul Galiției-Volînia și-a extins aria de influență comercială și politică în Moldova. Aceasta este teza favorizată de cercurile istorice ruse și ucrainene. De asemenea, sârbii pretind  ca originea numelui ar fi „galac”. După cealaltă, numele ar deriva din cumanul galat, care apare, tot din secolul al XIII-lea, în alte toponime din împrejurimi, de exemplu Gălățui, numele unui lac al cărui sufix este cuman (sufixul ui înseamnă apă).

## Stema județului

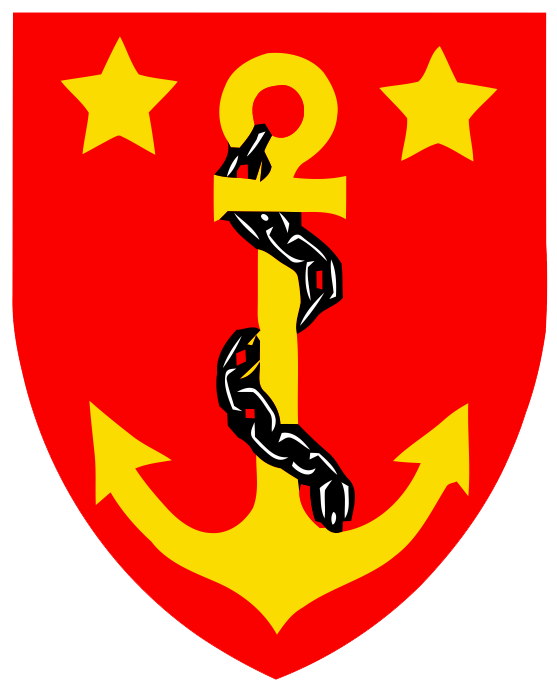
Stema Consiliului Județean Galați

Este adoptată prin Hotărârea Guvernului nr. 684 din 30 septembrie 1998 și publicată în Monitorul Oficial nr. 416 din 15 octombrie 1998.
Descrierea stemei:
Stema județului Galați se compune dintr-un scut roșu, încărcat cu o ancoră de aur, având un otgon alb-negru, înfășurat pe brațul său vertical; în dreapta și în stânga ancorei se află câte o stea de aur.
Semnificația elementelor însumate:
Simbolizează cadrul natural, comerțul și activitatea navală desfășurată de localnici în această regiune a Dunării de Jos.

## Date geografice
Situat la extremitatea est-centrală a României, la confluența Dunării cu râurile Siret și Prut, județul  Galați are o suprafață de 4.466,3 km2, ceea ce reprezintă  1,9% din  suprafața  țării. Județul include patru  localități urbane (municipiile Galați și Tecuci, orașele Tg. Bujor și Berești) și 61 comune cuprinzând 180 de sate. Zonă de confluență între Platoul Covurlui la nord (50% din suprafața județului), câmpiile Tecuci și Covurlui (34%) și lunca Siretului inferior și a Prutului la sud (16%), județul Galați reprezintă o structură  unitară din punct de vedere fizico-geografic. Principalele cursuri de apă sunt Dunărea, Prutul și Siretul, principalele lacuri sunt Lacul Brateș (de luncă) 24 km2 și Lacul Tălăbasca (de luncă). Altitudinea maximă este atinsă în Dealurile Fălciului: 274 m. 

### Climă
Teritoriul județului Galați aparține în totalitate sectorului de climă continentală (partea sudică și centrală, însumând mai bine de 90% din suprafață, se încadrează în ținutul de climă de câmpie, iar extremitatea nordică, reprezentând 10% din teritoriu, în ținutul cu climă de dealuri). În ambele ținuturi climatice, verele sunt foarte calde și uscate, iar iernile geroase, marcate de viscole puternice, dar și de întreruperi frecvente provocate de advecțiile de aer cald și umed din S și SV care determină intervale de încălzire și de topire a stratului de zăpadă. Pe fundalul climatic general, luncile Siretului, Prutului și Dunării introduc în valorile și regimul principalelor elemente meteorologice, modificări care conduc la crearea unui topoclimat specific de luncă, mai umed și mai răcoros vara și mai umed și mai puțin rece iarna. Circulația generală a atmosferei are ca trăsături principale frecvența relativ mare a advecțiilor lente de aer temperat-oceanic din V și NV (mai ales în semestrul cald), frecvența de asemenea mare a advecțiilor de aer temperat-continental din NE și E (mai ales în anotimpul rece), precum și advecțiile mai puțin frecvente de aer arctic din N și aer tropical maritim din SV și S.

### Relief
Prin poziția sa la exteriorul arcului carpatic, județul Galați ocupă zona de întrepătrundere a marginilor provinciilor fizico-geografice est-europeană, sud-europeană și în parte, central-europeană, ceea ce se reflectă fidel atât în condițiile climaterice, în învelișul vegetal și de soluri, cât și în structura geologică a reliefului. Acestea din urmă oferă o priveliște cu înălțimi domolite, cuprinse între 310 m în nord și 5–10 m la sud. Teritoriul județului Galați în sine prezintă un relief tabular cu o fragmentare mai accentuată în nord și mai slabă în sud, distingându-se după altitudine, poziție și particularități de relief, cinci unități geomorfologice: Podișul Covurluiului, Câmpia Tecuciului, Câmpia Covurluiului, Lunca Siretului Inferior și Lunca Prutului de Jos. Formațiunile geologice vechi sunt prea puțin importante din punct de vedere al resurselor minerale. Au fost identificate și se exploatează hidrocarburi (țiței și gaze naturale) în zonele Schela-Independența, Munteni-Berheci și Brateș. Formațiunile geologice tinere și în special cuaternare, constituite din argile comune, nisipuri, pietrișuri sunt exploatate la Galați, Tecuci, Braniștea și din albia minoră a râului Prut, având o deosebită importanță pentru industria materialelor de construcții. 

### Rezervații și monumente ale naturii
Principala rezervație naturală din județul Galați este localizată pe nisipurile din Câmpia Tecuciului și anume la sud de localitatea Liești, în jurul satului Hanu Conachi, pe o fâșie de circa 4 km lungime și 0,5–1 km lățime având o suprafață de circa 84 ha și care se continuă până în lunca Siretului. La câțiva kilometri de Municipiul Galați se află rezervația paleontologică de la Barboși (Tirighina) cu o suprafață de circa 1 ha, cuprinzând fosile de moluște din faza Euxinului vechi (cu aproximativ 400.000 ani în urmă). De asemenea, nu departe de Galați, și anume la nord de oraș, dar pe valea Prutului, pe teritoriul comunei Tulucești, în locul numit Râpa Bălaia, se află cea de-a doua rezervație paleontologică. A treia rezervație paleontologică se află lângă orașul Tecuci, pe șoseaua Tecuci-Valea Mărului-Pechea-Galați, cu o suprafață de 1,5 ha. Rezervația se află pe terasa inferioară a Bârladului, la punctul numit La Rateș, adică acolo unde a fost cândva un han. În partea de răsărit a județului, pe teritoriul comunei Băneasa, între localitățile Băneasa și Roșcani, se află Pădurea Băneasa, în care, pe lângă pădurea în sine este ocrotit și bujorul sălbatic, pe seama căruia s-au creat legende și o mare serbare populară care are loc în fiecare an, Sărbătoarea bujorului. Se spune că bujorii ar fi apărut din sângele moldovenilor căzuți  în lupta de la Roșcani, de la 1574, când armata lui Ioan Vodă cel Viteaz a fost învinsă de turci datorită lipsei de apă. Și în pădurea de la Hanu Conachi se desfășoară în fiecare an Sărbătoarea salcâmului. Aceste două rezervații constituie nu numai obiective științifice, dar și atracții permanente pentru turiști.

## Populație și societate

### Demografie
La 1 decembrie 2021, populația județului număra 496.892  locuitori (în scădere față de anul 2011 când erau înregistrați 536.167 locuitori), ceea ce reprezintă 2,61% din totalul populației României (al cincisprezecelea județ al țării), din care 242.055 bărbați și 254.837 femei, 259.071 locuind în mediul urban și 237.821 în mediul rural. Densitatea populației este de 111,25 locuitori/km2.
Reședința județului, municipiul Galați, al optulea mare oraș din România, cu o populație de 217.851 locuitori, este cel mai mare port al Dunării maritime de pe teritoriul României, situat la 80 de mile de Marea Neagră și la aproximativ 250 km de Bucuresti si de orașele Iași, Ploiești, Constanța, Chișinău (Republica Moldova) și Odessa (Ucraina).
Județul Galați - evoluția demografică

0100.000200.000300.000400.000500.000600.000700.0001930195619772002populațiePopulația istorică din Județul Galați
Date: Recensăminte sau birourile de statistică - grafică realizată de Wikipedia

### Structură etnică
Componența etnică a județului Galați în anul 2011
     Români - 482.932 (90,07%)
     Romi - 16.990 (3,17%)
     Ruși-Lipoveni - 180 (0,03%)
     Greci - 156 (0,03%)
     Maghiari - 133 (0,02%)
     Altă etnie - 477 (0,16%)
     Informatie nedisponibilă - 34.916 (6,51%)
În anul 2011, structura etnică a județului Galați era relativ compactă, cu un procent ridicat al locuitorilor care se declarau români (90,07%), respectiv 482.932 dintr-un total de 536.167. A doua etnie ca număr de locuitori era cea a romilor - 16.990 (3,17%), urmată de toate celelalte (care nu depășeau 1% din total): ruși-lipoveni - 180, greci - 156, maghiari - 133, turci - 78, italieni - 68, germani - 62, evrei - 57, ucraineni - 48, armeni - 29, tătari - 4, sârbi - 8, bulgari - 7, macedoneni - 6, polonezi - 3, alte etnii - 477. Pentru 34.916 locuitori (6,51%) informația era nedisponibilă.

### Cetățenie
Din punct de vedere al cetățeniei locuitorilor județului, la data de 1 decembrie 2021, 496.048 erau cetățeni români (99,83%), moldoveni - 322, italieni - 123, turci - 37, britanici - 30, ucraineni - 30, spanioli - 23, greci - 20, sirieni - 20, germani - 14, francezi - 13, americani - 12, olandezi - 8, irakieni - 7, sârbi - 4, unguri - 3. 39 de locuitori erau cetățeni ai altor țări europene, iar 125 ai unor țări de pe alte continente. 3 erau apatrizi, iar 7 nu și-au declarat cetățenia.

## Administrație și politică

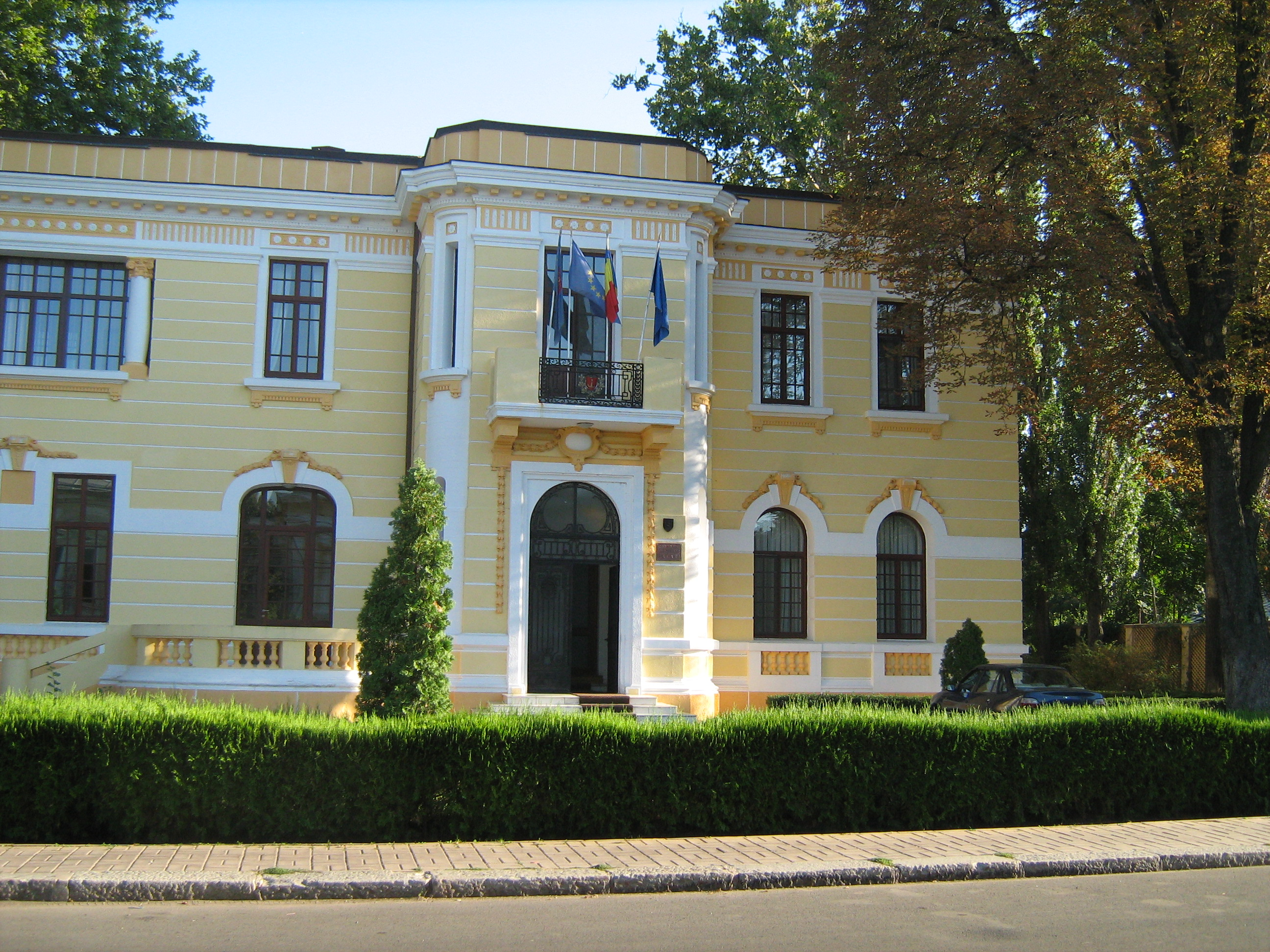
Sediul Consiliului Județean Galați, fost sediu al Consulatului cehoslovac, monument istoric

Județul Galați este administrat de un consiliu județean format din 34 consilieri. Președintele Consiliului Județean Galați și consilierii județeni sunt aleși locali, pentru un mandat de 4 ani. În urma alegerilor locale din 2024, consiliul este prezidat de Costel Fotea[*] de la PSD, iar componența politică a Consiliului este următoarea
|  | Partid                          | Consilieri | Componența Consiliului | Componența Consiliului | Componența Consiliului | Componența Consiliului | Componența Consiliului | Componența Consiliului | Componența Consiliului | Componența Consiliului | Componența Consiliului | Componența Consiliului | Componența Consiliului | Componența Consiliului | Componența Consiliului | Componența Consiliului | Componența Consiliului | Componența Consiliului | Componența Consiliului | Componența Consiliului | Componența Consiliului | Componența Consiliului | Componența Consiliului | Componența Consiliului | Componența Consiliului |
|  | ------------------------------- | ---------- | ---------------------- | ---------------------- | ---------------------- | ---------------------- | ---------------------- | ---------------------- | ---------------------- | ---------------------- | ---------------------- | ---------------------- | ---------------------- | ---------------------- | ---------------------- | ---------------------- | ---------------------- | ---------------------- | ---------------------- | ---------------------- | ---------------------- | ---------------------- | ---------------------- | ---------------------- | ---------------------- |
|  | Partidul Social Democrat        | 23         |                        |                        |                        |                        |                        |                        |                        |                        |                        |                        |                        |                        |                        |                        |                        |                        |                        |                        |                        |                        |                        |                        |                        |
|  | Partidul Național Liberal       | 8          |                        |                        |                        |                        |                        |                        |                        |                        |                        |                        |                        |                        |                        |                        |                        |                        |                        |                        |                        |                        |                        |                        |                        |
|  | Alianța pentru Unirea Românilor | 3          |                        |                        |                        |                        |                        |                        |                        |                        |                        |                        |                        |                        |                        |                        |                        |                        |                        |                        |                        |                        |                        |                        |                        |

Conform alegerilor desfășurate pe 9 Iunie 2024, consilierii județeni care au câștigat un mandat în perioada 2024-2028 sunt următorii:
Partidul Social Democrat (România): Claudiu Stoian, Doina Cucu, Mitică Sandu, Răzvan-Ionuț Adumitroaiei, Dumitru Ișfan, Mirela-Magda Paraschiv, Silvius Stanciu, Andrei-Vlad Brădeanu, Carmen Patea, Ionel Stan, Ana-Raluca Drăgan, Tudor Cîmpanu, Elena-Corina Chiriac, Aurelian-Cristian Ghiorghe, Marian-Anton Petcu, Gabriel-Mihăiță Silion, Elena Grosu, Adrian-Cosmin Apostu, Alexandru-Daniel Gavrilă, Cezar-Alexandru Palade, Iulia Drăguș, Georgiana-Iuliana Rusu și Diana Neagu.
Partidul Național Liberal (România): Valentin Radu, Cristian Dima, Gina Brînzan, Eugenia-Simona Antofi, Ilieana Sorocoleț, Tiberiu-Codruț Manoliu, Genica Totolici și Banciog Petrică.
Alianța pentru Unirea Românilor: Șerban Vreme, Marian Toniță și Daniel Niță.

### Diviziuni administrative

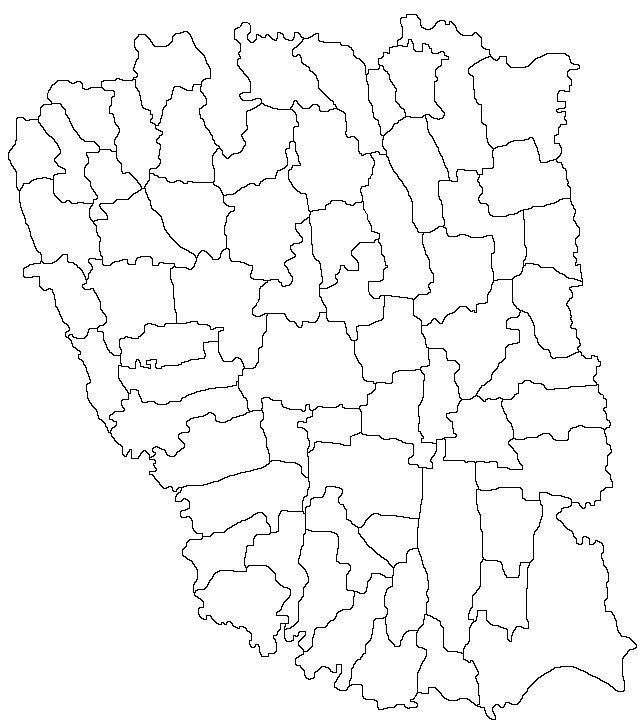
Harta unităților administrativ-teritoriale din județul Galați

Județul este format din 65 unități administrativ-teritoriale: 2 municipii, 2 orașe și 61 de comune.
Lista de mai jos conține unitățile administrativ-teritoriale din județul Galați.
| Stemă              | Nume               | Tip de localitate            | Populație          | Imagine            |
| Municipii și orașe | Municipii și orașe | Municipii și orașe           | Municipii și orașe | Municipii și orașe |
| ------------------ | ------------------ | ---------------------------- | ------------------ | ------------------ |
|                    | Galați             | municipiu reședință de județ | 249.432            |                    |
|                    | Tecuci             | municipiu                    | 34.871             |                    |
|                    | Berești            | oraș                         | 2.916              |                    |
|                    | Târgu Bujor        | oraș                         | 6.299              |                    |
| Comune             |                    |                              |                    |                    |
|                    | Barcea             | comună                       | 4.957              |                    |
|                    | Berești-Meria      | comună                       | 3.771              |                    |
|                    | Braniștea          | comună                       | 3.972              |                    |
|                    | Brăhășești         | comună                       | 8.847              |                    |
|                    | Buciumeni          | comună                       | 2.326              |                    |
|                    | Băleni             | comună                       | 2.332              |                    |
|                    | Bălăbănești        | comună                       | 2.080              |                    |
|                    | Bălășești          | comună                       | 2.295              |                    |
|                    | Băneasa            | comună                       | 1.825              |                    |
|                    | Cavadinești        | comună                       | 3.125              |                    |
|                    | Cerțești           | comună                       | 2.209              |                    |
|                    | Corni              | comună                       | 2.066              |                    |
|                    | Corod              | comună                       | 7.334              |                    |
|                    | Cosmești           | comună                       | 5.196              |                    |
|                    | Costache Negri     | comună                       | 2.287              |                    |
|                    | Cuca               | comună                       | 2.150              |                    |
|                    | Cudalbi            | comună                       | 6.319              |                    |
|                    | Cuza Vodă          | comună                       | 2.580              |                    |
|                    | Drăgușeni          | comună                       | 4.899              |                    |
|                    | Drăgănești         | comună                       | 4.852              |                    |
|                    | Foltești           | comună                       | 3.057              |                    |
|                    | Frumușița          | comună                       | 4.800              |                    |
|                    | Fundeni            | comună                       | 3.669              |                    |
|                    | Fârțănești         | comună                       | 5.184              |                    |
|                    | Ghidigeni          | comună                       | 5.821              |                    |
|                    | Gohor              | comună                       | 3.193              |                    |
|                    | Grivița            | comună                       | 2.977              |                    |
|                    | Independența       | comună                       | 4.375              |                    |
|                    | Ivești             | comună                       | 8.441              |                    |
|                    | Jorăști            | comună                       | 1.779              |                    |
|                    | Liești             | comună                       | 8.902              |                    |
|                    | Matca              | comună                       | 11.605             |                    |
|                    | Movileni           | comună                       | 3.269              |                    |
|                    | Munteni            | comună                       | 6.791              |                    |
|                    | Măstăcani          | comună                       | 4.606              |                    |
|                    | Negrilești         | comună                       | 2.405              |                    |
|                    | Nicorești          | comună                       | 3.602              |                    |
|                    | Nămoloasa          | comună                       | 2.180              |                    |
|                    | Oancea             | comună                       | 1.441              |                    |
|                    | Pechea             | comună                       | 10.152             |                    |
|                    | Piscu              | comună                       | 4.746              |                    |
|                    | Poiana             | comună                       | 1.686              |                    |
|                    | Priponești         | comună                       | 2.223              |                    |
|                    | Rediu              | comună                       | 1.891              |                    |
|                    | Rădești            | comună                       | 1.490              |                    |
|                    | Schela             | comună                       | 3.690              |                    |
|                    | Scânteiești        | comună                       | 2.490              |                    |
|                    | Slobozia Conachi   | comună                       | 4.024              |                    |
|                    | Smulți             | comună                       | 1.342              |                    |
|                    | Smârdan            | comună                       | 4.810              |                    |
|                    | Suceveni           | comună                       | 1.819              |                    |
|                    | Suhurlui           | comună                       | 1.291              |                    |
|                    | Tudor Vladimirescu | comună                       | 4.872              |                    |
|                    | Tulucești          | comună                       | 7.200              |                    |
|                    | Umbrărești         | comună                       | 6.628              |                    |
|                    | Valea Mărului      | comună                       | 3.894              |                    |
|                    | Vlădești           | comună                       | 1.977              |                    |
|                    | Vânători           | comună                       | 4.864              |                    |
|                    | Vârlezi            | comună                       | 2.001              |                    |
|                    | Șendreni           | comună                       | 3.641              |                    |
|                    | Țepu               | comună                       | 2.399              |                    |

### Instituții

#### Instituții medicale
Unitățile sanitare aflate sub autoritatea Consiliului Județului Galați sunt Spitalul Clinic Județean de Urgență Sfântul Apostol Andrei Galați, Spitalul Clinic de Boli Infecțioase Sfânta Cuvioasa Parascheva Galați, Spitalul de Pneumoftiziologie Galați, Spitalul Municipal Anton Cincu Tecuci și Spitalul Orășenesc Târgu Bujor.

#### Instituții culturale
Instituțiile culturale aflate sub autoritatea Consiliului Județean Galați sunt Muzeul de Istorie Paul Păltânea Galați, Muzeul de Artă Vizuală Galați, Complexul Muzeal de Științele Naturii Răsvan Angheluță Galați, Biblioteca Județeană V. A. Urechia Galați, Centrul Cultural Dunărea de Jos Galați.

#### Instituții de învățământ
Structurile de învățământ aflate în coordonare sunt cele care formează rețeaua școlară organizată în județul Galați pentru învățământul special liceal și special postliceal, respectiv Liceul Tehnologic Simion Mehedinți Galați, Școala Gimnazială Specială Emil Gârleanu Galați, Școala Profesională Specială Paul Popescu Neveanu Galați, Școala Gimnazială Specială Constantin Pufan Galați, Școala Gimnazială Sfinții Apostoli Petru și Pavel și Școala Gimnazială Specială Constantin Păunescu Tecuci.

#### Instituții/servicii publice
Instituțiile/servicii publice aflate în coordonarea Consiliului Județean sunt Direcția Generală de Asistență Socială și Protecția Copilului Galați, Serviciul Public Județean de Administrare a Domeniului Public și Privat Galați, Direcția Județeană de Evidență a Persoanelor Galați și Unitatea Medico-Socială Gănești, județul Galați.

## Istoric

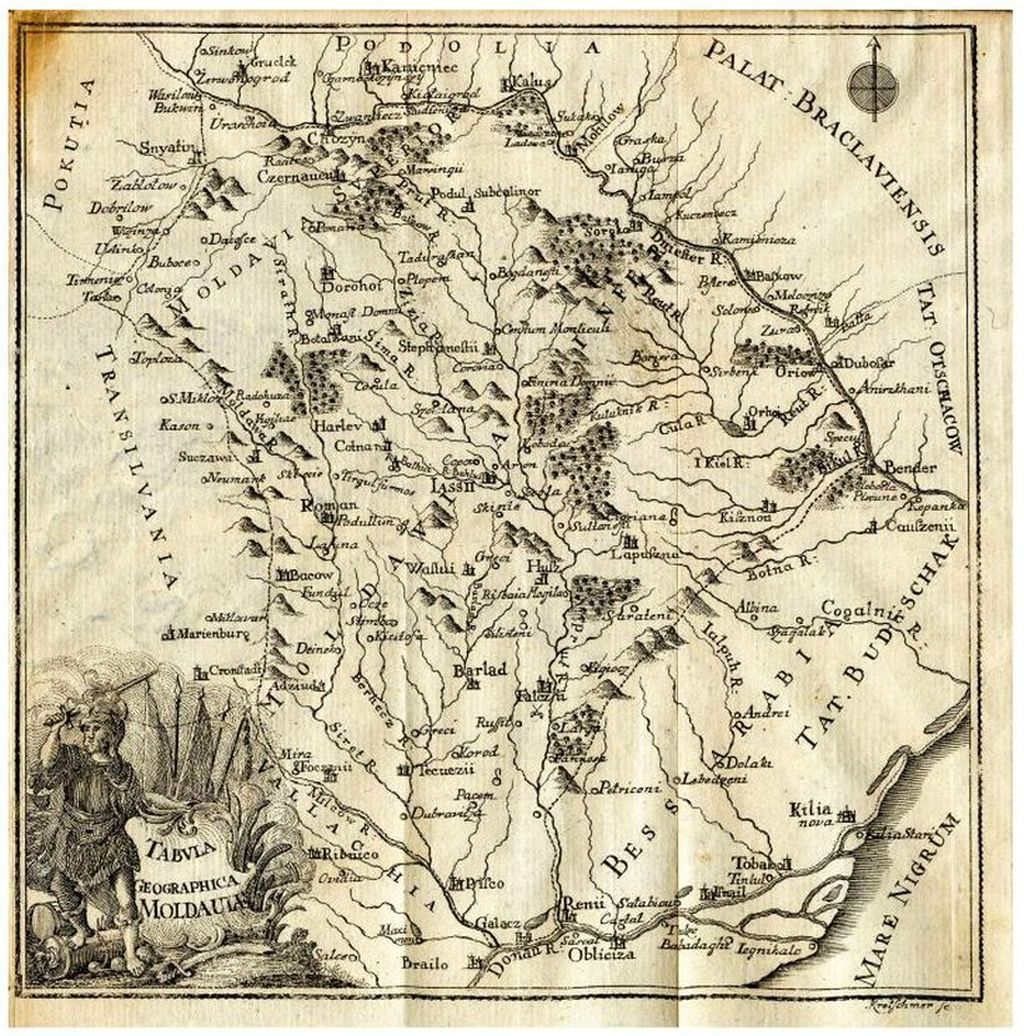
Harta Moldovei, parte a lucrării lui Dimitrie Cantemir Tabula Geographica Moldauiae - Descriptio antiqui et hodierni status Moldaviae, Frankfurt und Leipzig, 1771

Analiza succesiunii și repartiției dovezilor arheologice de cultură materială arată că teritoriul județului a fost populat și a intrat pe circuitul folosinței umane din timpuri preistorice. Cele mai vechi vestigii umane în zona Covurluiului datează din paleoliticul final și epipaleolitic. Culturile paleolitice sunt localizate la Berești și la Cavadinești. Paleoliticul superior a fost pus în evidență în nordul județului, pe moșiile așezărilor Pleșa, Puricani, Crăiești, Bălăbănești, Șipote, Rădești, Băneasa, Suceveni.
În succesiunea strategică arheologică au fost localizate și așezări din neoliticul vechi, aparținând culturii Criș, ce apar sub formă de așezări neîntărite. Urmele acestei culturi au fost descoperite la Negrilești și la nord de Tecuci, pe valea Bârladului, la Munteni. La Berești au fost puse în evidență urme ale culturilor precucuteniene și cucuteniene. Cultura precucuteniană este reprezentată prin ceramică pictată bicromă și tricomă la Stoicani, Măstăcani, Smulți, Drăgănești, Băneasa, Suceveni. Cetățuia de la Stoicani arată, prin resturile culturii materiale, ocupațiile vânătorești, de creștere a animalelor și de cultură a plantelor practicate de locuitorii acestui teritoriu, ca și unele meșteșuguri casnice, ca de exemplu olăritul, torsul, țesutul. Continuitatea populației este dovedită de culturile materiale aparținând perioadei de tranziție spre epoca bronzului, reprezentate prin așezările de tip "sălaș" de la Stoicani.
Epoca fierului a lăsat numeroase urme materiale descoperite și cercetate în peste 15 localități actuale, arătând pătrunderea unor influențe ale civilizației grecești dinspre Dobrogea. Astfel, ceramică și monede grecești au fost descoperite la Galați, Barboși și Frumușița, iar la Galați se pare că a existat chiar o așezare grecească. Vestigiile arheologice permit reconstituirea unui ax al pătrunderii civilizației și culturii materiale grecești pe direcția Histria - gura Siretului - Barboși - Poiana (Tecuci) - Trotuș - Oituz, ceea ce demonstrează intensitatea activității materiale și spirituale a autohtonilor.

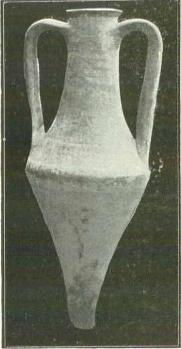
Amforă originară din insula grecească Thasos găsită la Poiana

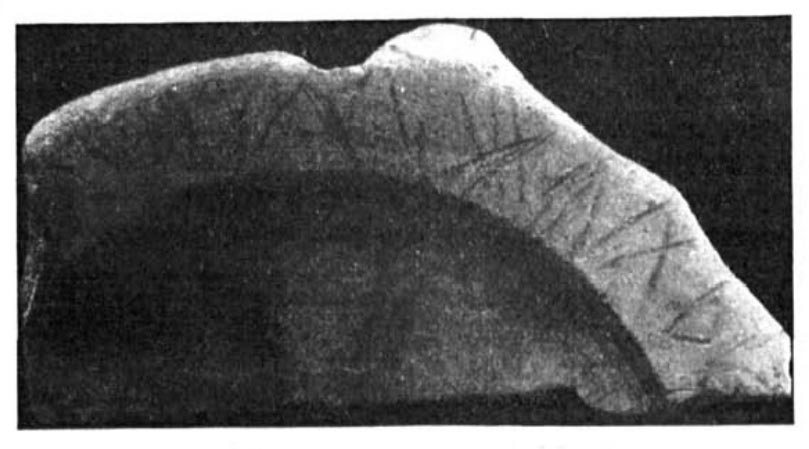
Un fragment dintr-o vază colectată de la Piroboridava (Poiana) ilustrând utilizarea literelor grecești și latine de către un olar dac (sursa: Revista de arheologie Dacia, 1933)

Cultura geto-dacică este reprezentată prin așezări localizate pe vetrele actuale de la Galați și Frumușița și prin așezarea Piroboridava (Poiana). Viața romană a fost deosebit de intensă. Castrul militar de la Barboși și așezarea civilă de pe vatra orașului Galați de azi întrețineau legături comerciale cu Moesia Inferioară, cu Grecia și Asia Mică pe Dunăre și Pontul Euxin. În secolele X-XIII se înscriu și pe teritoriul actual al județului Galați forme ale feudalismului timpuriu, strâns legate de influența bizantină, fapt atestat de numeroase monede bizantine descoperite. 
În secolele XV-XVI sunt atestate de documente istorice scrise, numeroase așezări, ca de exemplu Blăjerii de Jos (1448), Liești (1495), Șerbănești (1430), Bucești (1548), Drăgănești (1575), iar în secolul al XVII-lea Umbrărești (1649), Salcea (1695) etc. Pe harta lui Dimitrie Cantemir din Descriptio Moldaviae sunt consemnate așezările Nicorești, Poiana, Piscu, Corod, Oancea, Adam, Tulucești, Foltești, Tecuci, Galați.
La sfârșitul secolului al XVII-lea și începutul celui de al XVIII-lea apar sloboziile, care duc la îndesirea rețelei de așezări rurale, din care astăzi s-au păstrat Slobozia Blăneasa, Slobozia Oancea, Slobozia Conachi și Slobozia Corni. În a doua jumătate a secolului al XIX-lea s-au ivit așezări rurale noi ca urmare a creșterii producției marfă de cereale după 1859, a reformei agrare din 1864 și după împroprietărirea din 1879. Diferitele forme de populare - migrațiile, păstoritul agricol, infiltrațiile lente și colonizările, imigrările (lipoveni, greci, bulgari, armeni, evrei etc.) au contribuit la modificarea structurii demografice a județului. Astfel, popularea a fost stimulată de dezvoltarea agriculturii, de liberalizarea comerțului, de intensificarea circulației, de procesele de împroprietărire.

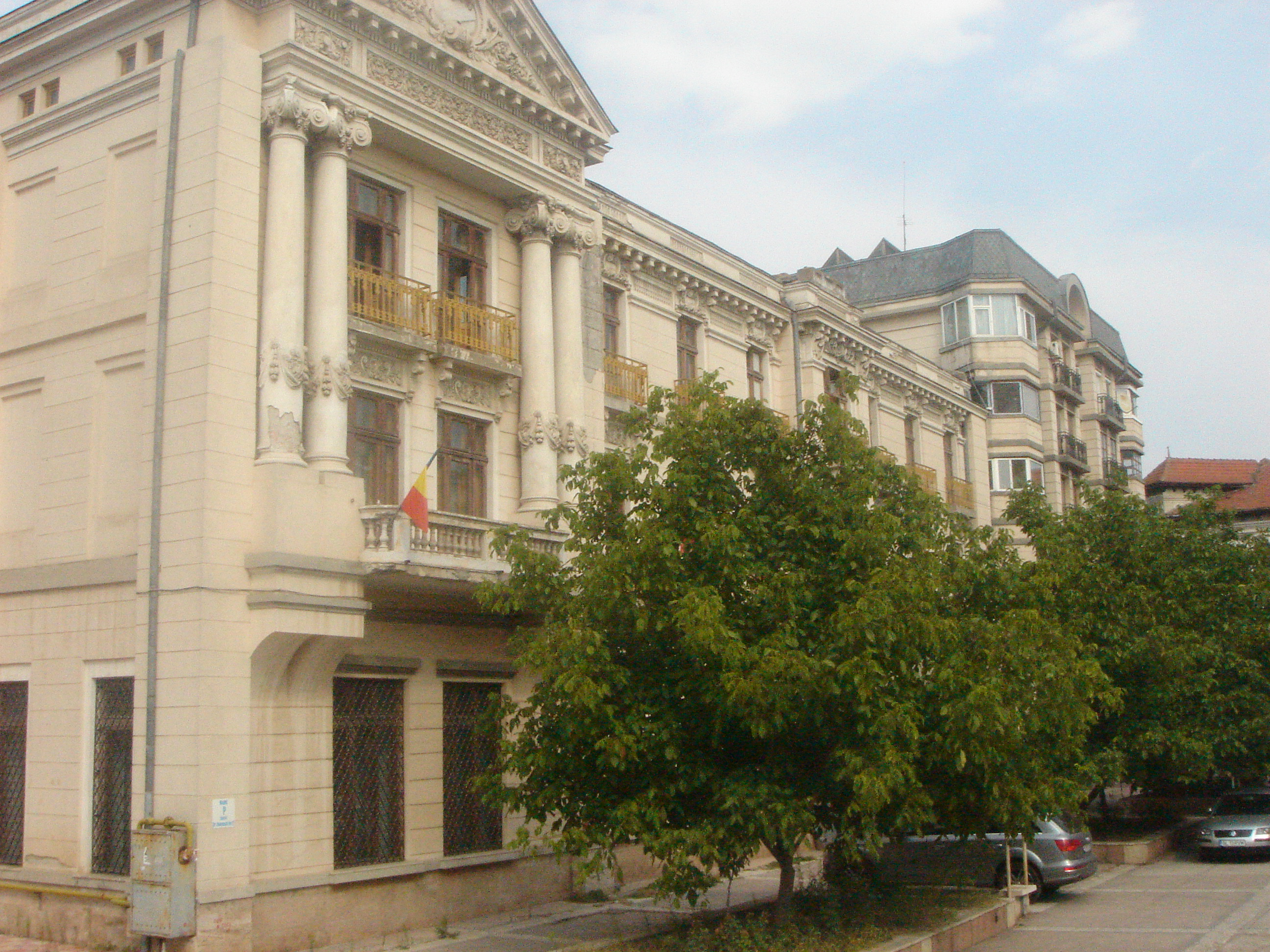
Casa care a aparținut familiei Cuza și în care a locuit Alexandru Ioan Cuza în perioada când a fost judecător și pârcălab al județului Covurlui, în prezent sediul Muzeului de Istorie Paul Păltănea din Galați

În prima jumătate a secolului al XIX-lea, au avut loc frământãri social-politice și conflicte numeroase. Acestea au contribuit la accelerarea procesului de destrămare a relațiilor feudale și la apariția și accentuarea relațiilor de producție capitaliste. Masele populare din județ au acționat în mișcarea antiotomană din anul 1821 și în cea revoluționară de la 1848. Participarea activă a populației din fostele județe Covurlui și Tecuci la lupta pentru unirea principatelor a fost determinată, în bună parte, de faptul că aici au trăit și activat patrioți înflăcărați ca Alexandru Ioan Cuza (care a fost pârcălab de Galați) și Costache Negri (originar din satul Mînjina care astăzi îi poartă numele). La Mînjina participau la elaborarea ideilor unioniste personalitãți marcante ale neamului românesc, cum ar fi: Nicolae Bălcescu, Ion Ghica, Mihail Kogălniceanu, Vasile Alecsandri, Alecu Russo, Grigore Alexandrescu.

## Economie

### Profil  economic
Județul Galați are o economie industrial – agrară. Unitățile industriale și cele de prestări servicii sunt concentrate mai ales in zonele urbane, în timp ce în zona rurală principalele activități sunt cele agricole. Statistica referitoare la numărul de comercianți care activează în mediul urban al județului Galați arată o concentrare semnificativă a acestora în municipiul reședință de județ, unde se regăsesc peste 86% dintre aceștia. Celălalt municipiu, Tecuci, grupează doar 11% din comercianți, in timp ce orașele Berești și Târgu-Bujor dețin procente semnificativ mai scăzute – 0,4% si respectiv 1,5%.

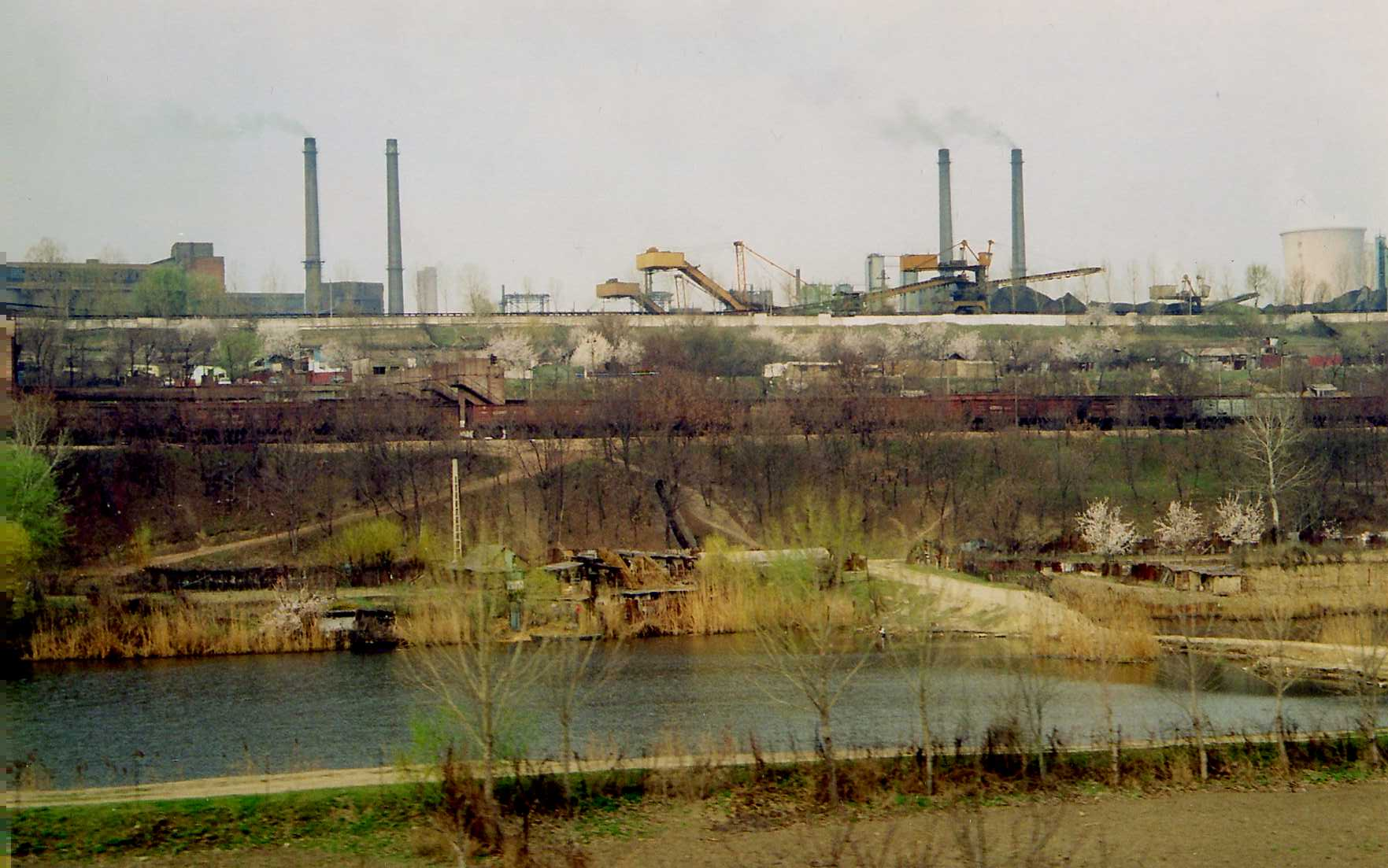
Vedere a combinatului siderurgic Liberty Steel din Galați, a rețelei feroviare a acestuia și a lacului Cătușa

Pe ansamblul economiei naționale, județul Galați este principalul producător de fontă, de oțel brut și de laminate finite plate și al doilea la producția de nave maritime. Industria metalurgică din Galați (Combinatul Siderurgic Liberty Steel) realizează 55,6% din producția de oțel a României, 55% din producția de laminate și 90,4% din producția de tablă și benzi laminate la rece. Mai mult de două treimi din producția metalurgică este exportată. Industria navală (Damen Shipyards Galați), ramură de mare tradiție pe plan local, produce nave fluviale și maritime de până la 65.000 tdw, precum și platforme de foraj marin.
În economia județului Galați, agricultura ocupă un loc important, datorită suprafeței agricole exploatate, efectivelor de animale și păsări și potențialului tehnic în amenajări de îmbunătățiri funciare și dotări cu tractoare și mașini agricole. Județul Galați dispune de 358.311 ha de teren agricol, din care 292.926 ha arabil, 43.612 ha pășuni, 656 ha fânețe, 19.397 ha vii și pepiniere viticole și 1.720ha livezi și pepiniere pomicole. Județul mai dispune de 43.814 ha păduri și alte terenuri cu vegetație forestieră, 13.231 ha luciu de ape și bălți, precum și 3.554 ha alte suprafețe degradate și neproductive. În acest context, agricultura este de asemenea, un sector foarte important pentru economia regională: circa 40% din populația ocupată lucrează în acest sector, care contribuie cu 16% la PIB-ul regional. Legumicultorii din zona Tecuci (în special cei din comuna Matca) și cei din bazinul Galați (zona Bădălan și comuna Vânători) sunt recunoscuți pentru calitatea produselor.
Dacă în anii epocii comuniste județul Galați devenise al patrulea mare centru industrial al României, în ultimii ani a înregistrat un declin accentuat, ceea ce a condus la includerea sa, alături de alte 5 județe din România (Mureș, Prahova, Dolj, Gorj, Hunedoara) în Mecanismul pentru o Tranziție Justă finanțat de Uniunea Europeană, prin care se încearcă reducerea impactului social și economic al tranziției regiunilor mono-industriale și carbonifer intensive către o economie decarbonizată.
Conform declarațiilor Președintelui Consiliului Județean, Costel Fotea (mai 2022), "transformarea producției de oțel este un demers care va fi realizat într-un context în care în ultimii ani evoluțiile tehnologice și condițiile de piață au determinat un declin al gradului de ocupare în industria metalurgică a județului. Astfel, numărul de angajați a scăzut cu mai mult de 36% în perioada 2011-2020. Teritoriul a prezentat o tendință accentuată de scădere, de 6,5%, în perioada 2012-2020, a populației globale, în vreme ce tendința de scădere a populației de vârstă activă a fost în aceeași perioadă de 10,5%. În perioada 2010-2020, salariul mediu net a fost, în fiecare an, sub media națională cu aproximativ 11%, dar tendința de scădere este clară. Între 2016 și 2020, diferența față de media națională a fost de -14%. Teritoriul înregistrează o rată a sărăciei energetice de 55% în timpul iernii și de 40% raportat la întregul an. În decembrie 2021, la nivelul teritoriului erau înregistrați 10.626 șomeri, dintre care 4.681 femei. Rata șomajului a fost de 5,65% în decembrie 2021, aproape dublă față de media națională de 2,69%".

### Date statistice
La 1 mai 2023, sporul natural al populației județului era negativ, respectiv -695, al șaselea cel mai ridicat din țară. Din punct de vedere al forței de muncă, în județul Galați erau înregistrați 121.433 salariați (2,16% din totalul național - locul 16) și 10.192 șomeri (4,22% - locul 4), iar salariul mediu net era de 3.703 lei - locul 15 la nivel național.
În ceea ce privește balanța comerțului internațional (sold FOB/CIF), județul Galați a înregistrat în anul 2022 un deficit de 377,4 milioane euro, după ce în cei doi ani precedenți înregistrase un excedent de 96, respectiv 55,5 milioane euro.
Referitor la clasificarea activităților economice din județ în funcție de cifra de afaceri din 2019, pe primul loc se situează activitățile de comerț cu ridicata si cu amănuntul, repararea și întreținerea autovehiculelor și motocicletelor (41,79%), urmate de cele din industria prelucrătoare (32,95%) și de cele din agricultură (9,71%) și construcții (8,89%).

### Turism

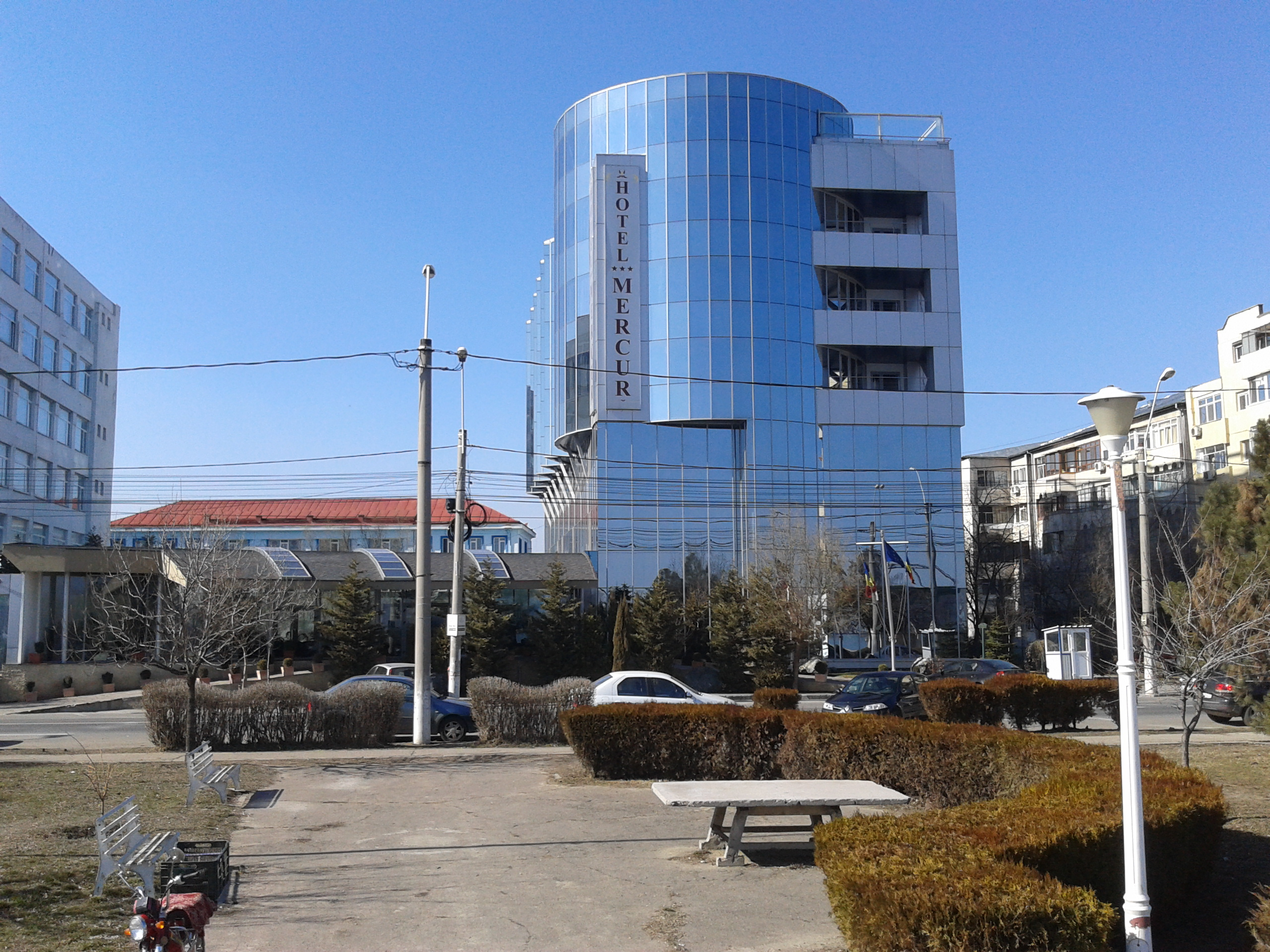
Hotelul Mercur din Galați

În anul 2020, existau în județ 51 de structuri de primire turistică, respectiv 17 hoteluri, 6 hosteluri, 5 moteluri, 6 vile turistice, 1 bungalou și 9 pensiuni turistice, capacitatea totală de cazare fiind de 2.196 locuri. S-au înregistrat 51.673 sosiri și 84.786 înnoptări, indicele de utilizare netă a capacității în funcțiune fiind de 18,1%.
În anul 2022, județul Galați a înregistrat 97.526 turiști și 151.886 înnoptări, în creștere față de anii anteriori.

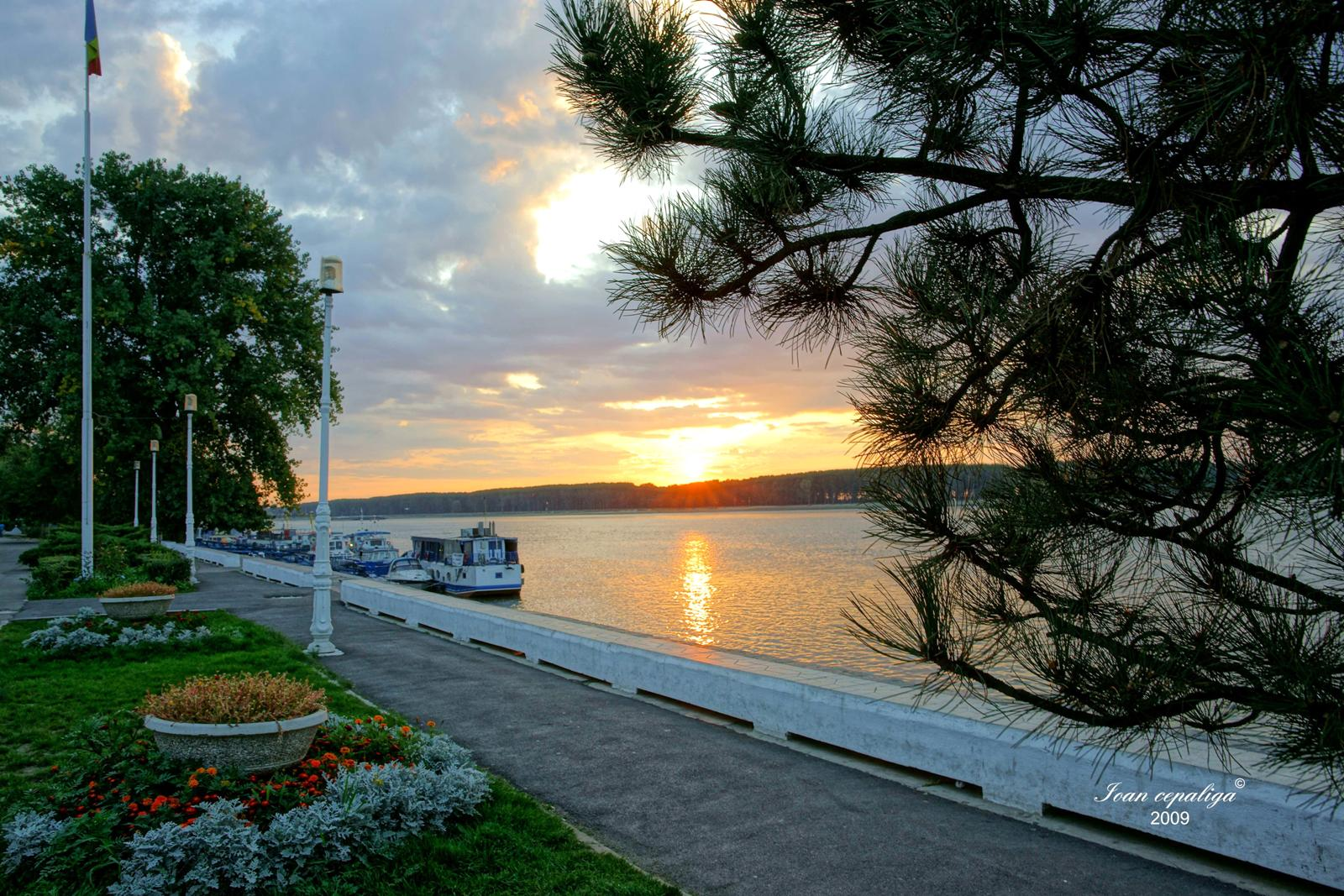
Faleza inferioară a Dunării din Galați
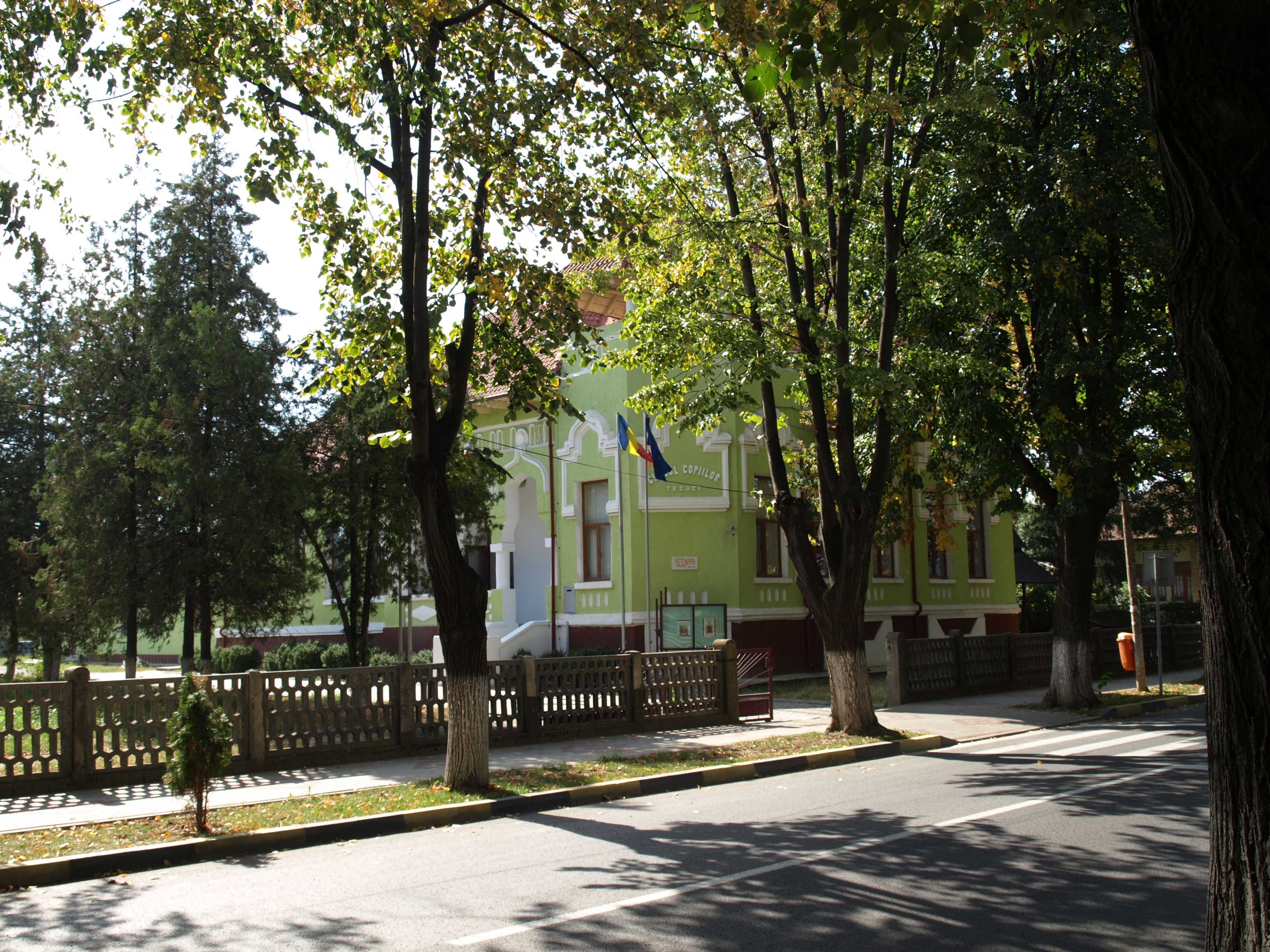
Fosta Prefectură a județului Tecuci, în prezent Clubul Copiilor din Tecuci
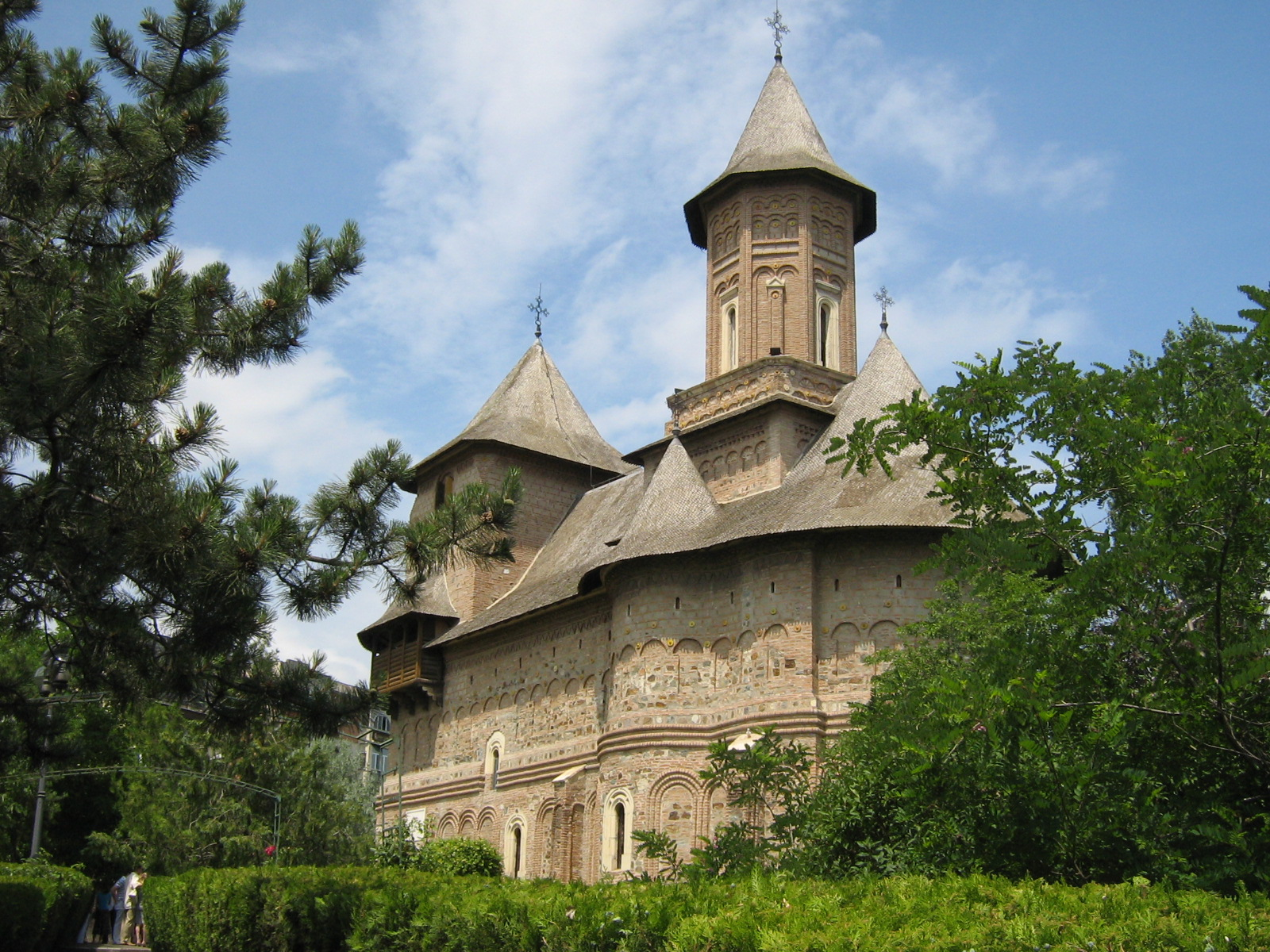
Biserica fortificată Precista din Galați
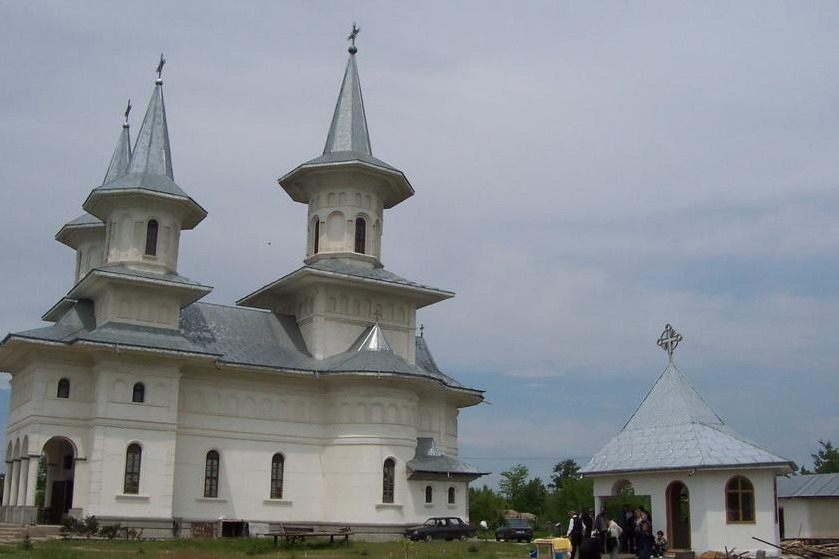
Biserica Sf. Nicolae din Liești
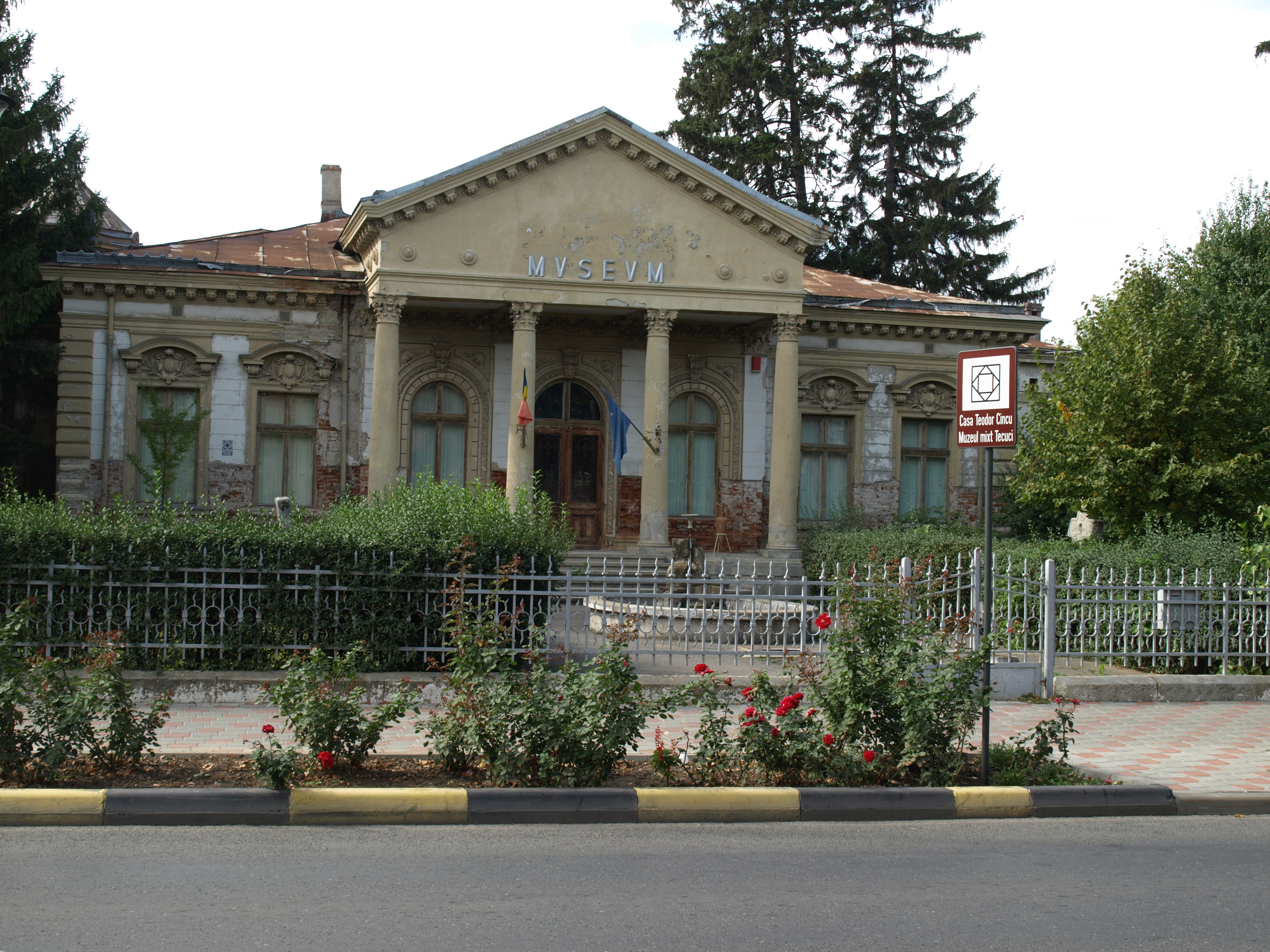
Casa Teodor Cincu, în prezent sediul Muzeului Mixt din Tecuci
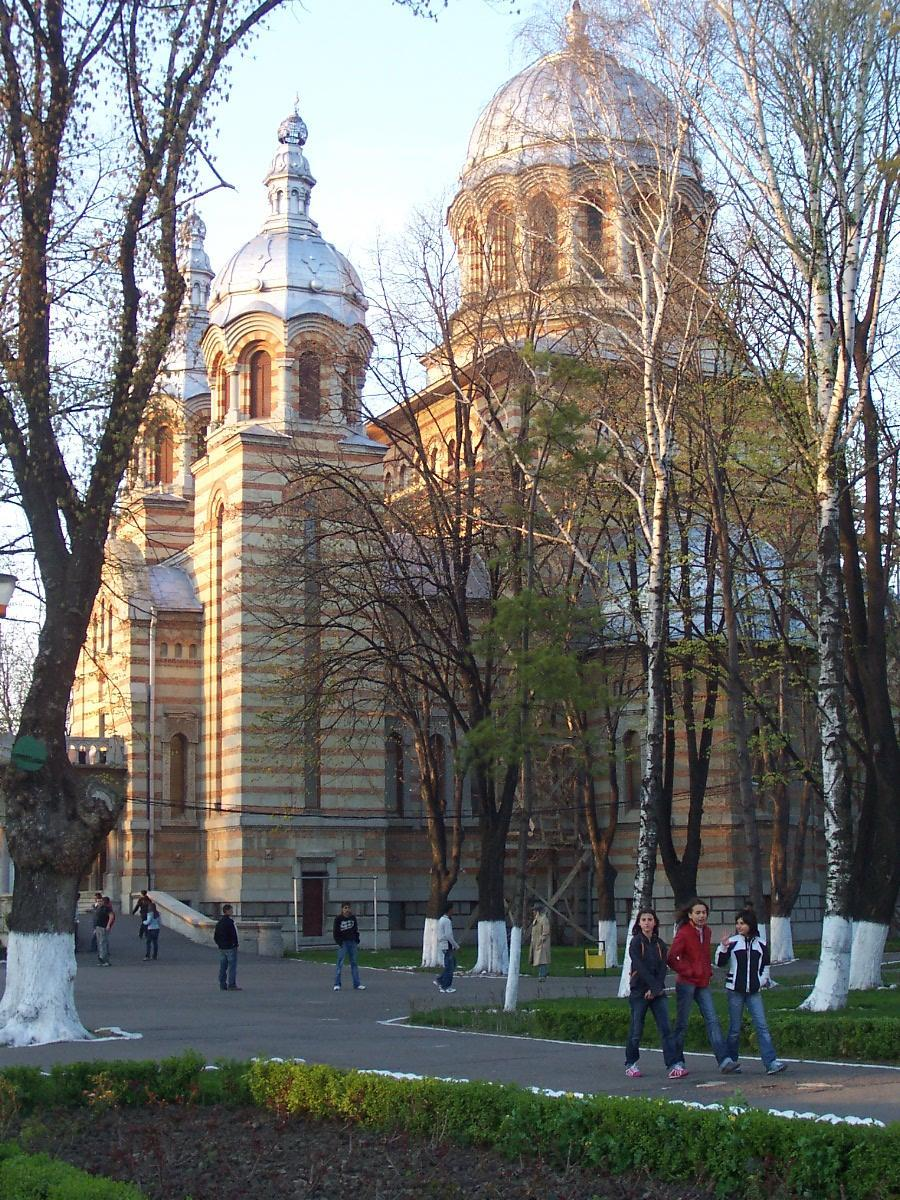
Catedrala Sf. Mc. Gheorghe din Tecuci
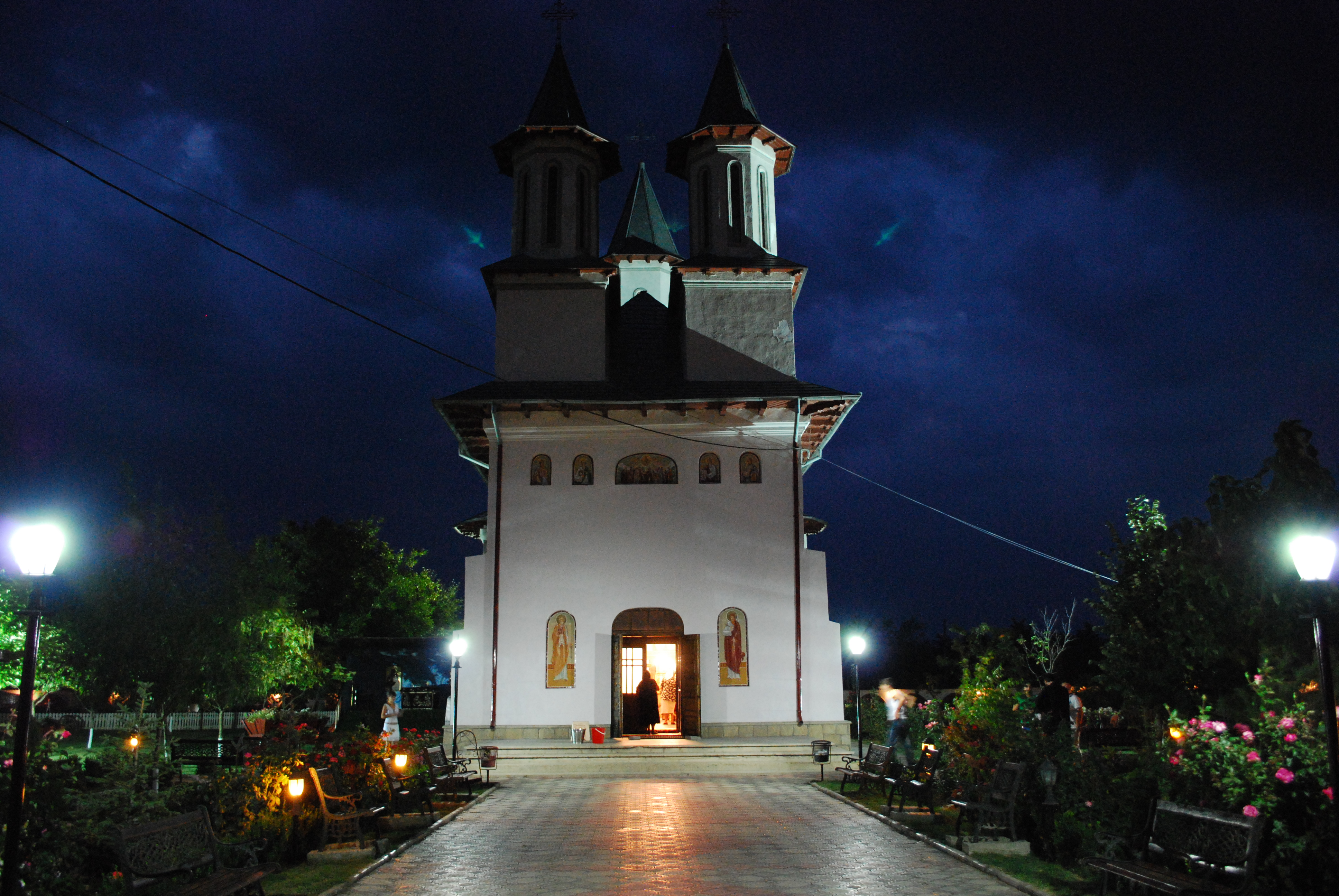
Biserica Înălțarea Domnului din Fundeni